# Дзялынский, Михал (воевода хелминский)
Михал Дзялынский (пол. Michał Działyński; умер 1687 г.) — государственный деятель Речи Посполитой, мечник Прусской земли (с 1669), каштелян гданьский (1675—1677), и хелминский (1677—1681), воевода хелминский (1681—1687). Он также был старостой кишевским и дидичем Тычина, дворянин королевский с 1652 года.

## Биография
Представитель польского дворянского рода Дзялынских герба «Огоньчик». Сын Николая Дзялынского (+ 1638/1648), каштеяны хелминского, и Анны Лодзинской. Внук воеводы мальборкского и хелминского Станислава Дзялынского (ум. 1617). Братья — воевода мальборкский Станислав Дзялынский и каштелян хелминский Ян Доминик Дзялынский.
Посол Генерального прусского сеймика на чрезвычайный сейм 1652 года, очередной и внеочередной сейм 1654 года, сеймы 1658, 1659, 1662, 1664/1665, 1665, 1666 (I), 1666 (II), 1667 годов, чрезвычайного сейм 1668 года и отрешительный сейм 1668 года.
В 1668 году Михал Дзялынский был послом на конвокационный сейм от Хелминского воеводства. В 1669 году участвовал в элекционном сейме от Мальборкского воеводства, где поддержал кандидатуру Михаила Корибута Вишневецкого на польский престол. В 1670 году был послом на чрезвычайный сейм от Мальборкского воеводства. В 1674 году, будучи послом на элекционный сейм от Мальборкского воеводства, поддержал избрание Яна Собеского на трон Речи Посполитой. Был послом Мальборкского сеймика Хелминского воеводства на коронационный сейм 1676 года.
Был женат на Анне Терезе Венжик (ум. посл 1671), от брака с которой у него было двое сыновей:
- Станислав Самуил Дзялынский (ум. 1719), староста кишевский
- Кароль Дзялынский (ум. 1690), староста лакорский.